# Élections législatives de 1970 en Haute-Volta
Les élections législatives sont organisées en Haute-Volta le 20 décembre 1970 pour renouveler l'Assemblée nationale, qui compte 57 députés. 
Le territoire voltaïque est divisé en 11 circonscriptions électorales dans lesquelles les Députés sont élus au scrutin de liste, avec répartition proportionnelle des sièges selon le système du quotient électoral et des plus forts restes.

## Résultats
| Parti                     | Parti                                       | Voix      | %     | Sièges | +/- |
| ------------------------- | ------------------------------------------- | --------- | ----- | ------ | --- |
|                           | Union démocratique voltaïque (UDV)          | 753 166   | 67,68 | 37     | 38  |
|                           | Parti du regroupement africain (PRA)        | 191 980   | 17,25 | 12     | Nv  |
|                           | Mouvement de libération nationale (MLN)     | 121 942   | 10,96 | 6      | Nv  |
|                           | Indépendants de Kaya                        | 8 278     | 4,5   | 2      | Nv  |
|                           | Union pour la nouvelle République voltaïque | 6 540     | 3     | 0      | Nv  |
|                           | Indépendants du Yatenga                     | 6 064     | 2     | 0      | Nv  |
|                           | Indépendants de Koupéla                     | 2 873     | 0,5   | 0      | Nv  |
|                           |                                             |           |       |        |     |
| Suffrages exprimés        | Suffrages exprimés                          | 1 112 883 | 96,21 |        |     |
| Votes blancs et invalides | Votes blancs et invalides                   | 43 814    | 3,79  |        |     |
| Total                     | Total                                       | 1 156 697 | 100   | 57     | 18  |
| Abstentions               | Abstentions                                 | 1 238 529 | 51,71 |        |     |
| Inscrits / participation  | Inscrits / participation                    | 2 395 226 | 48,29 |        |     |